# Palacio de Gottorp

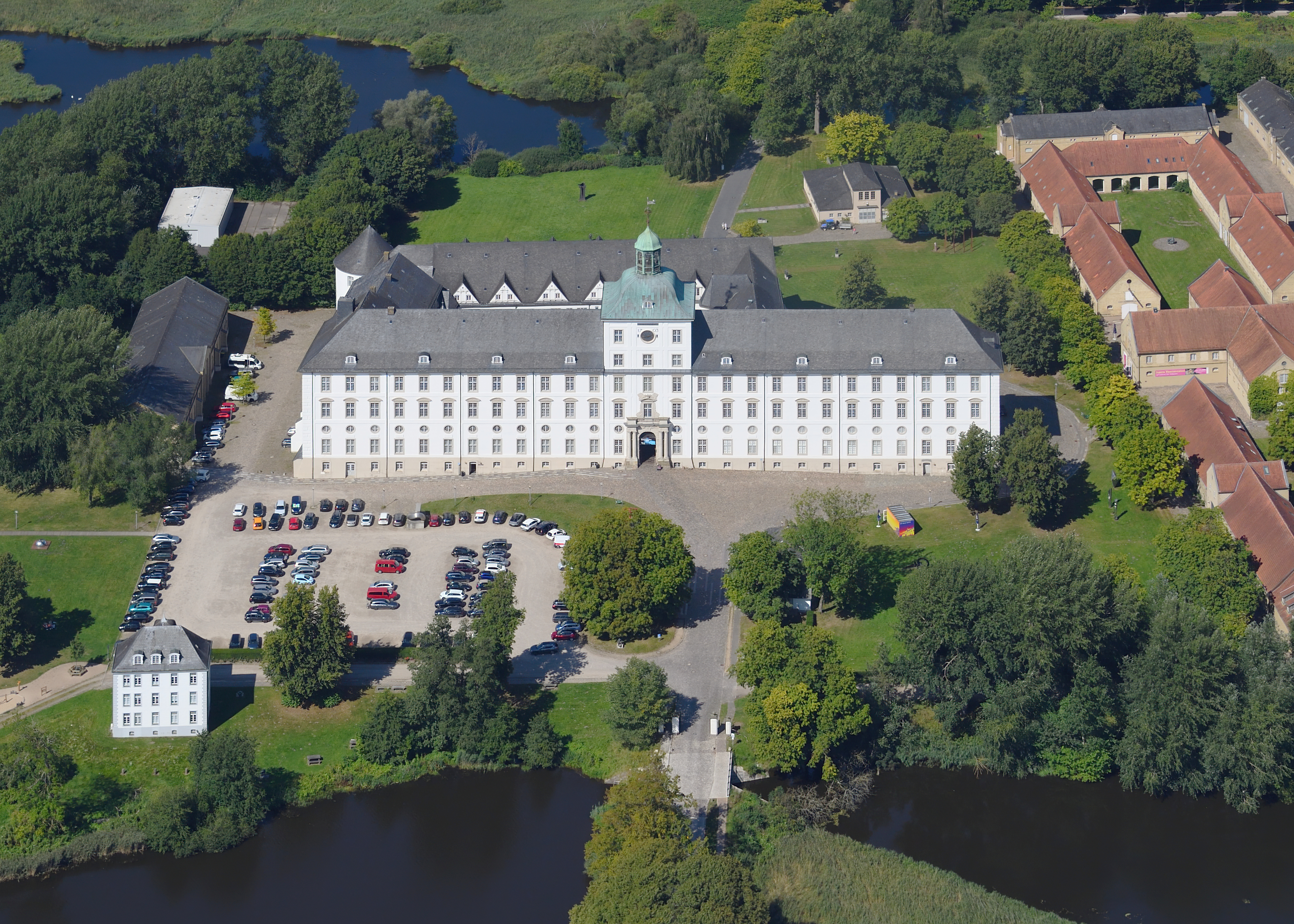
Palacio de Gottorp: vista aérea.

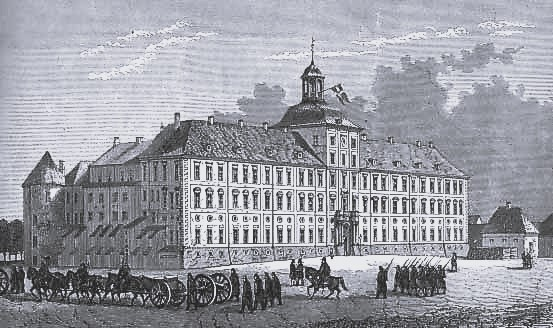
Palacio de Gottorp en 1864.

El castillo de Gottorp o palacio de Gottorp (en alemán: Schloss Gottorf o sencillamente Gottorp, lo mismo que en bajo alemán y danés) es un schloss y sede ancestral de la familia Holstein-Gottorp, rama de la Casa de Oldemburgo. Está situado en la ciudad de Schleswig, en una isla en el Schlei, a unos 40 km del mar Báltico.

## Historia
En un principio fue construido como una finca en 1161, residencia del obispo Occo de Schleswig cuando fue destruida su anterior residencia. El duque danés de Schleswig la adquirió mediante una compra en 1268, y en 1340 fue transferido al conde de Holstein en Rendsburg de la Casa de Schauenburgo. La mansión pasó después, por herencia materna, a manos de Cristián I de Dinamarca, el primer monarca danés de la Casa de Oldemburgo, en 1459.
Tanto la isla como la estructura fueron ampliadas con los años, particularmente durante el siglo XVI. Federico I, el hijo menor de Cristián I, hizo de ella su primera residencia. En 1544 los ducados de Schleswig y Holstein fueron divididos en tres partes: Adolfo, el tercer hijo de Federico, recibió una de estas partes y fijó su residencia en Gottorp en el Ducado de Schleswig-Holstein-Gottorp.
Este ducado se convirtió en un centro cultural europeo durante el reinado de Federico III, Duque de Holstein-Gottorp (1597-1659). El palacio fue construido por el famoso arquitecto sueco Nicodemus Tessin el Joven (1697-1703).
Después de que el linaje ducal de Gottorp fuera obligado a marcharse en 1702, el palacio, ahora ocupado por los daneses, cayó en desuso y abandono en 1713 bajo el reinado de Federico IV de Dinamarca. Piezas de arte, del mobiliario y del interior fueron gradualmente sacadas del palacio, y la estructura fue utilizada tanto como cuartel danés como prusiano en el siglo XIX.
En 1768 se firmó en este palacio el Tratado de Gottorp.
Durante la II Guerra Mundial, sirvió como campo de desplazados.
Desde 1947, el palacio ha sido renovado y restaurado hasta 1996. El palacio es ahora propiedad de una fundación del Estado de Schleswig-Holstein y alberga el Museo de Arte y Cultura de Historia del Estado y el Museo Arqueológico del Estado.